# Diogo Soares da Silva de Bivar
Diogo Soares da Silva de Bivar (Abrantes, Portugal, 6 de fevereiro de 1785 — Rio de Janeiro, 10 de outubro de 1865) foi um advogado e homem de letras português.
Formado na Universidade de Coimbra e de espírito liberal, foi enviado em degredo para Moçambique por haver hospedado Jean-Andoche Junot em uma propriedade sua em Abrantes. 
Médico em Abrantes, fundou a Sociedade Litteraria Tubucciana de cariz Liberal e Maçónico.
Entretanto, durante a viagem, tomou o rumo da Bahia, na costa do Brasil, onde se fixou. Obteve no Brasil, tempos depois, o perdão pelo crime de colaboracionismo.
Foi redator do periódico Idade d'Ouro do Brazil
 e fundador do primeiro jornal literário do Brasil, As Variedades ou Ensaios de literatura, que apareceu na Bahia em janeiro de 1812.
Apontado pelo professor Pablo Antonio Iglesias Magalhães como o tradutor da Atalá de Chateaubriand, impressa pela Tipografia de Manoel Antonio da Silva Serva em 1819, sendo a primeira novela publicada na capitania da Bahia.
Na Bahia exerceu a advocacia, mudando-se depois para o Rio de Janeiro. Pai de Rodrigo Soares Cid de Bivar, Luís Garcia Soares de Bivar, e da primeira jornalista brasileira, Violante Atalipa Ximenes de Bivar e Velasco.
Foi sócio efetivo do Instituto Histórico e Geográfico Brasileiro

.